# Blackout total
Pour plus de détails, voir Fiche technique et Distribution.
Blackout total ou Cette soirée-là au Québec (Walk of Shame) est un film américain écrit et réalisé par Steven Brill, sorti en 2014. Narrant les mésaventures d'une jeune présentatrice télévisée à Los Angeles, il compte notamment Elizabeth Banks, James Marsden et Gillian Jacobs dans sa distribution. Le réalisateur et scénariste base son idée de départ sur le postulat de ce qui se déroule lorsqu'on est perdu dans son propre quartier, le film est entièrement tourné à Los Angeles avec un budget de 15 millions de dollars.
Lors de sa sortie en salles, le film rencontre un accueil critique largement négatif et n'a pas obtenu le succès commercial escompté, ayant connu une distribution limitée sur le territoire américain.

## Synopsis
À la suite d'une soirée agitée, Meghan Miles (Elizabeth Banks), présentatrice du journal télévisé sur une chaîne locale, se retrouve perdue en plein Los Angeles, sans argent ni téléphone ni voiture, à peine quelques heures avant le tournage d'une émission censée servir de tremplin à sa carrière.

## Fiche technique
- Titre original : Walk of Shame
- Titre français : Blackout total
- Titre québécois : Cette soirée-là
- Réalisation et scénario : Steven Brill
- Direction artistique : Allan Au
- Décors : Perry Andelin Blake, Karen O'Hara (décors de plateau)
- Costumes : Lindsay Ann McKay
- Photographie : Jonathan Brown
- Montage : Patrick J. Don Vito
- Musique : John Debney
- Casting : Jennifer L. Smith et Tricia Wood
- Production : Sidney Kimmel, Gary Lucchesi (en) et Tom Rosenberg, Marc Berenson ; Ted Gidlow et Eric Reid (exécutifs)
- Sociétés de production : Sidney Kimmel Entertainment, FilmDistrict et Lakeshore Entertainment
- Sociétés de distribution :  Focus World,  Metropolitan Filmexport
- Budget : 15 millions de dollars[4]
- Pays de production :  États-Unis
- Langue originale : anglais
- Format : couleur – 35 mm - 2,35:1 – cinéma numérique - son Dolby Digital
- Genre : Comédie
- Durée : 95 minutes
- Dates de sortie : 
  - États-Unis : 2 mai 2014 (sortie limitée)
  - France : 21 mai 2014
  - Canada : 24 juin 2014 (sortie en DVD)[5],[6]
- Classifications :
  - États-Unis Classification MPAA : R (Restricted)[7]
  - France Classification CNC : tous publics (visa d'exploitation no 139759 délivré le 23 mai 2014)[8]

## Distribution
- Elizabeth Banks (VF : Marie-Eugénie Maréchal) : Meghan Miles
- James Marsden (VF : Damien Boisseau) : Gordon
- Gillian Jacobs (VF : Élisabeth Ventura) : Rose
- Sarah Wright (VF : Edwige Lemoine) : Denise
- Ethan Suplee (VF : Renaud Marx) : l'officier Dave
- Oliver Hudson : Kyle
- Willie Garson (VF : Georges Caudron) : Dan
- Kevin Nealon (VF : Bruno Dubernat) : Chopper Steve
- Bill Burr (VF : Guillaume Lebon) : l'officier Walter
- Vic Chao : Shift Captain
- Lawrence Gilliard, Jr. (VF : Diouc Koma) : Scrilla
- Ken Davitian (VF : Sacha Vikouloff) : le conducteur de taxi
- P.J. Byrne(VF : Olivier Augrond) : Moshe
- Alphonso McAuley (VF : Pascal Nowak) : Pookie
- Tig Notaro (VF : Caroline Jacquin) : la femme de la fourrière
- Ian Roberts (VF : Frédéric Norbert) : le principal exécutif de la chaîne télé
- Jesse Erwin (VF : Cédric Ingard) : le motard
- Bryan Callen (VF : Constantin Pappas) : le dealer
- Niecy Nash (VF : Céline Ronté) : la conductrice de bus
- Da'Vone McDonald (VF : Günther Germain) : Hulk

Source et légende : Version française (VF) sur RS Doublage, AlloDoublage et le carton de doublage.

## Accueil

### Réception critique

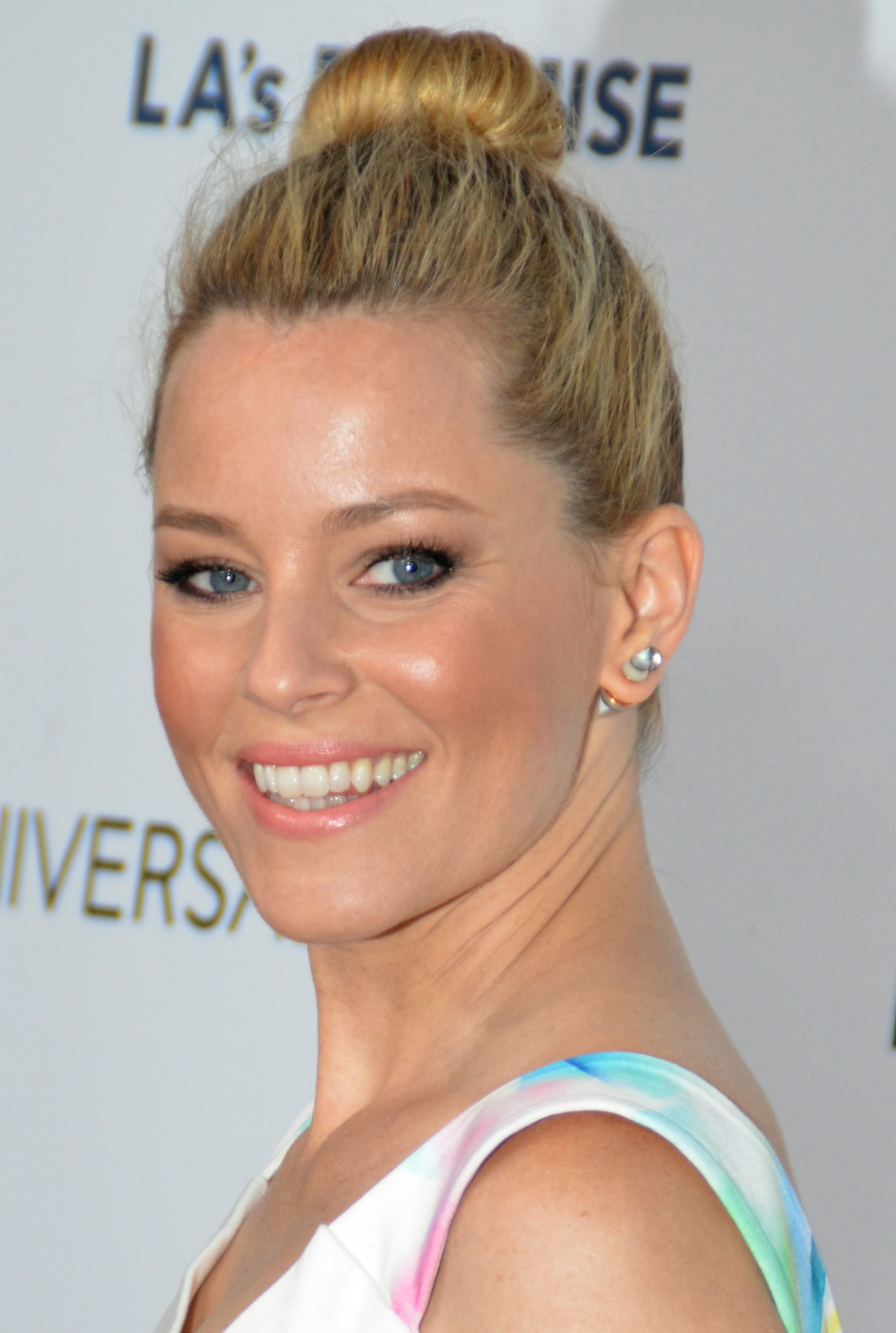
L'actrice principale Elizabeth Banks, l'année de sortie du film.

Blackout total rencontre un accueil largement négatif des critiques professionnels, seulement 12 % des 25 commentaires collectés par le site Rotten Tomatoes sont positifs, avec une moyenne de 3,7⁄10 et un score de 26⁄100 sur le site Metacritic. Le site AlloCiné, ayant collecté six commentaires, lui attribue une note moyenne de 2,3⁄5.

### Box-office
Ayant bénéficié d'une sortie limitée (51 salles) sur le territoire américain, Blackout total a engrangé 59 209 $ au cours de sa seule semaine de présence à l'affiche. À l'étranger, il totalise 7 880 410 $ de recettes, portant le total des recettes mondiales à 7 939 619 $.
En France, Blackout total parvient à se classer durant deux semaines dans le top 20 hebdomadaire, avec 98 380 entrées dans une modeste combinaison de salles. En cinq semaines, seuls 102 154 spectateurs se sont déplacés dans les salles obscures.

## Sortie vidéo
Blackout total sort le 17 juillet 2014 en DVD et Blu-ray en région 2 édité par Universal Home Entertainment. Il sort le 24 septembre 2014 en DVD et Blu-ray en région 2 édité par Metropolitan Vidéo, qui comprend des bandes-annonces et un lien internet.